# Bob Mintzer

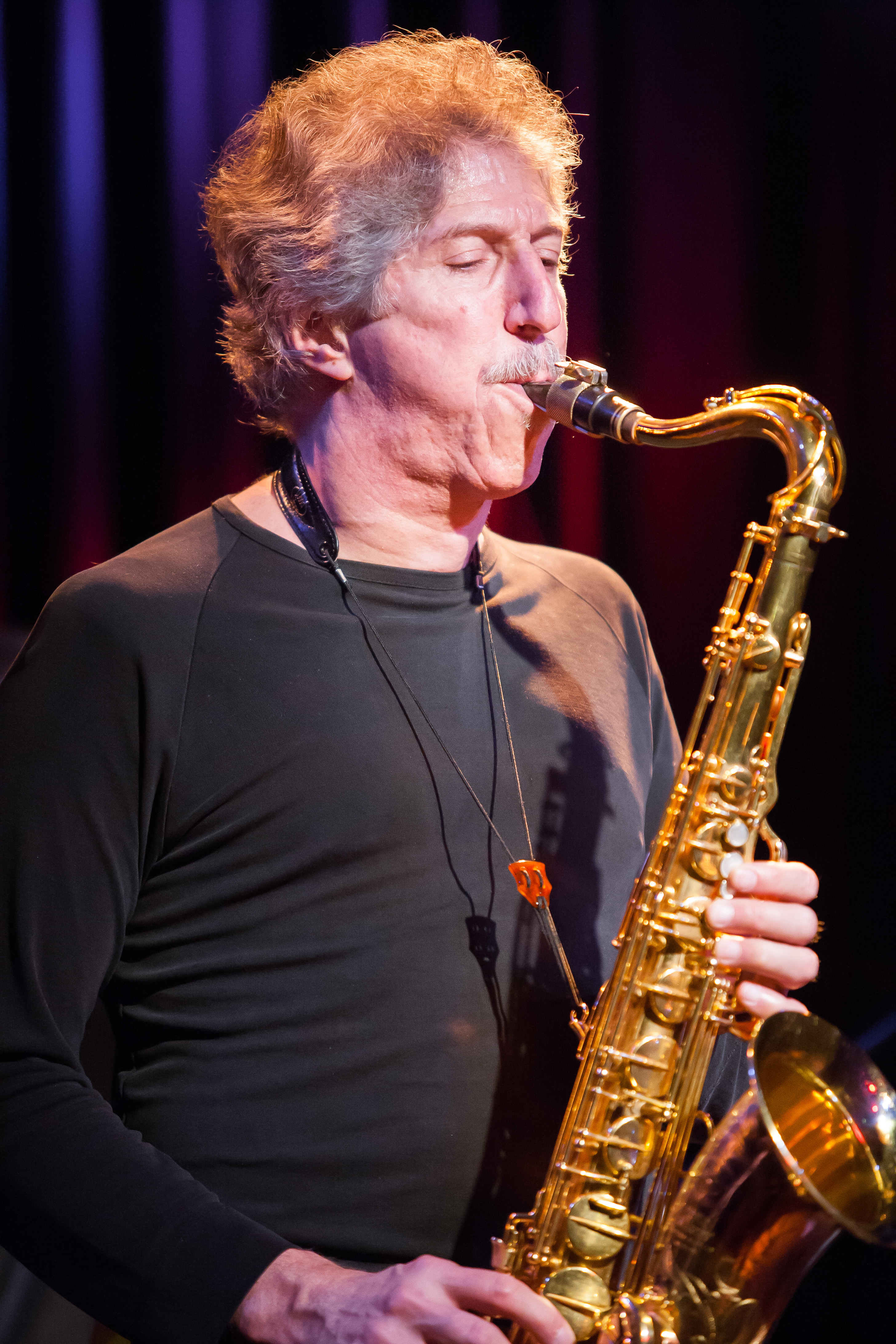
Bob Mintzer (2007)

Robert Alan „Bob“ Mintzer (* 27. Januar 1953 in New Rochelle, New York) ist ein US-amerikanischer Jazz- und Fusion-Musiker (Saxophon, Klarinette, Blaswandler) sowie Komponist, Arrangeur und Bandleader.

## Biografie
Mintzer arbeitete Mitte der 1970er Jahre mit Musikern wie Eumir Deodato, Tito Puente, Buddy Rich und Hubert Laws und gehörte 1977 dem Thad Jones/Mel Lewis Orchestra an. Seit 1978 leitete er eine eigene Band, mit der er mehr als zwanzig Alben einspielte. Daneben trat er u. a. mit Jaco Pastorius, Mike Mainieri, Louie Bellson, Bob Moses und dem American Saxophone Quartet auf und gastierte bei verschiedenen Sinfonieorchestern. Seit 1991 ist er Mitglied der Fusion-Band Yellowjackets. Mintzer übernahm im Sommer 2016 als Chefdirigent die WDR Bigband in der Nachfolge von Richard DeRosa. Bei Leopard/jazzline erschien 2021 das Album Soundscapes mit zehn Tracks, eingespielt mit ihm am EWI und der WDR Bigband. Zu hören ist er auch auf Dave Strykers Album Groove Street (2024).

## Diskografie (Auszug)
Bob Mintzer Big Band
- Incredible Journey, 1985
- Camouflage, 1986
- Spectrum, 1988
- Urban Contours, 1989
- Art Of The Big Band, 1991
- Departure, 1993
- Only In New York, 1994
- Techno Pop, 1994
- The First Decade, 1995
- Big Band Trane, 1996
- Live, 1996
- Latin From Manhattan, 1998
- Homage To Count Basie, 2000
- Gently, 2003
- Old School New Lessons, 2006

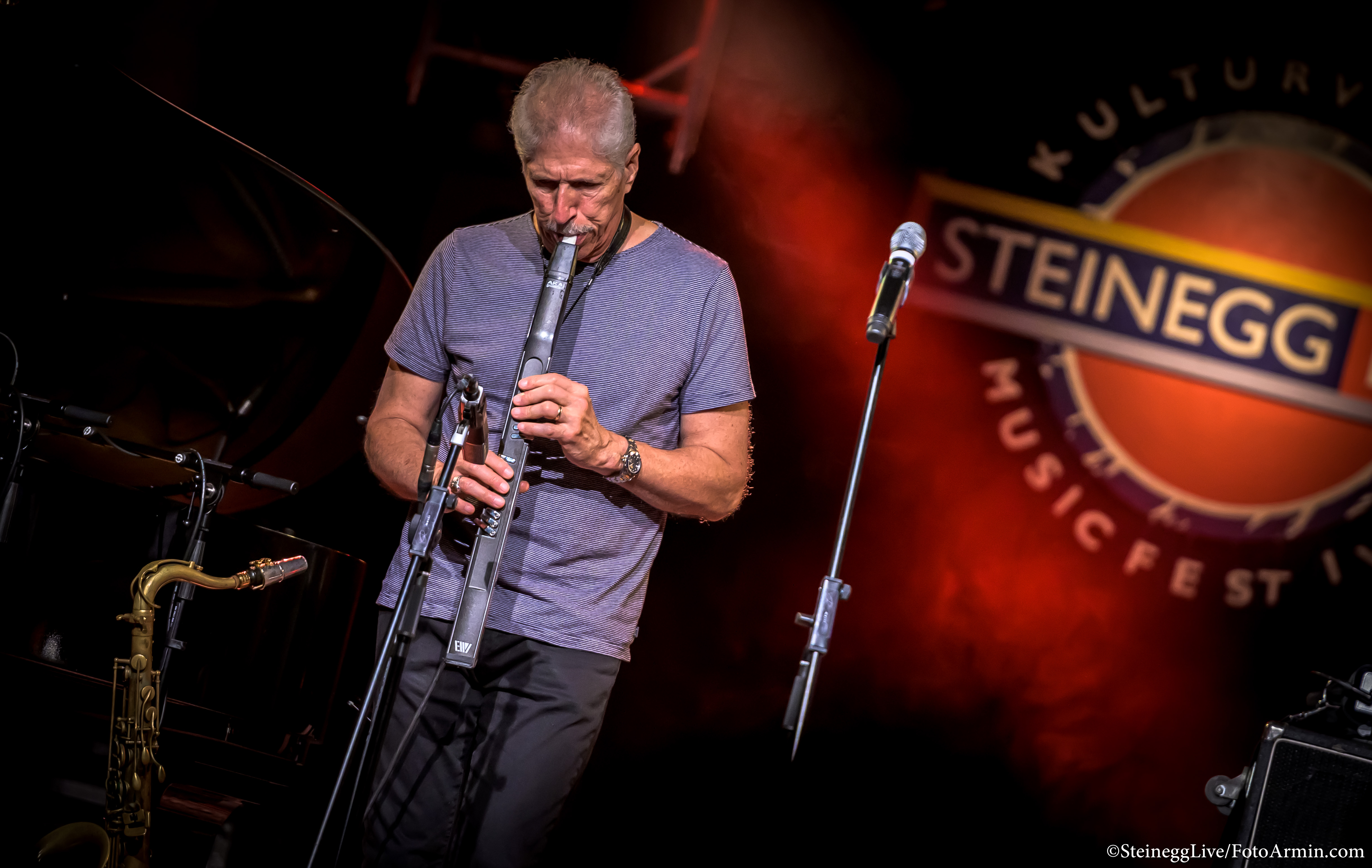
Bob Mintzer am EWI bei einem Auftritt mit den Yellowjackets beim Steinegg Live Festival 2019

- Bob Mintzer Big Band/New York Voices – Meeting of Minds, 2018
- Bob Mintzer & WDR Big Band: „Soundscapes“, 2021